# 11楽器のためのラグタイム
『11楽器のためのラグタイム』（じゅういちがっきのためのラグタイム、仏: Ragtime pour onze instruments）は、イーゴリ・ストラヴィンスキーが1917年から1918年にかけて作曲した楽曲。
曲そのものの評価はあまり高くないが、ラグタイムやツィンバロムといった当時のストラヴィンスキーの興味の方向を示している。

## 作曲の経緯
第一次世界大戦中、スイスのモルジュに住んでいたストラヴィンスキーは、1917年10月に『結婚』のスケッチをいちおう完成した後、『ラグタイム』の作曲にとりかかった。草稿は1918年3月はじめに書かれた。『兵士の物語』の作曲のために中断した後、1918年11月10日、ドイツと連合国の休戦協定の前日に完成し、スコアにはドイツの投降について記している。
曲はバスク系チリ人のパトロンであるエウヘニア・エラスリス夫人に献呈された。
1917年にアメリカ公演から帰ったエルネスト・アンセルメがジャズの楽譜を持ち帰った。当時ストラヴィンスキーは『兵士の物語』でもラグタイムを使い、後に『ピアノ・ラグ・ミュージック』も書いた。後のストラヴィンスキーの回想では、実際のジャズの演奏を聴いたことがなく、楽譜からジャズを理解したというが、実際には第一次世界大戦中のパリではラグタイム風の音楽がよくかかっていたのであり、この回想は疑わしい。

## 出版・初演
ピアノ独奏用に編曲した版が1919年末にパリの Éditions de la Sirène 社から出版された。この楽譜の表紙はピカソによる一筆書きの2人の人物が描かれていた。なお、表紙のためにピカソはほかにも一筆書きのスケッチを描いており、そのうちには男根を描いたものもあった。後にロンドンの J. & W. チェスター社から楽譜が出版された。
1920年4月27日にロンドンのエオリアン・ホールで、アーサー・ブリスの指揮により初演された。
1922年4月3日に『ディヴェルティスマン』の題で、レオニード・マシーンとリディア・ロポコワにより踊られた。
1960年12月7日にニューヨーク・シティ・バレエ団のバレエ『ジャズ・コンサート』の音楽として、ミヨー『世界の創造』、プーランク『牝鹿』、およびストラヴィンスキー『エボニー協奏曲』とともに使われた。

## 音楽
楽器編成は、フルート、クラリネット、ホルン、コルネット、トロンボーン、打楽器（大太鼓、スネアドラム、スネアなしのドラム、シンバル）、ツィンバロム、ヴァイオリン2、ヴィオラ、コントラバス。
演奏時間は約4分30秒。
シンコペーションが目立つものの、拍子は4⁄4で一定であり、当時のストラヴィンスキーの音楽と異なっている。
この曲が『兵士の物語』のラグタイムに比べておもしろくないことはストラヴィンスキー本人も認めており、晩年のインタビューで「アライグマの毛皮のコートのように時代遅れ」になってしまったといっている。
曲ではツィンバロムが大きな役割を果たす。1915年ごろ、ストラヴィンスキーはエルネスト・アンセルメに連れられてジュネーヴのレストランへ行き、ハンガリー人のツィンバロム奏者アラダール・ラーツ（Rácz Aladár）の演奏に興味を持った。ストラヴィンスキーはラーツの紹介によって自分でもツィンバロムを買い、『きつね』でツィンバロムを使ったほか、作曲中の『結婚』にもツィンバロムを使う予定だった。